# شذوذ الأوعية الدموية
يختلف الشذوذ الوعائي أو شذوذ الأوعية الدموية بين مجموعة من الآفات من وحمة بسيطة إلى ورم كبير قد يكون مشوهًا. تحدث الشذوذات بسبب اضطراب في الأوعية الدموية. شذوذ الأوعية الدموية هو عيب موضعي في الأوعية الدموية أو اللمفاوية. تتميز هذه العيوب بزيادة عدد الأوعية والأوعية المتضخمة والمتعرجة. بعض التشوهات الوعائية خلقية، والبعض الآخر يظهر في غضون أسابيع إلى سنوات بعد الولادة، والبعض الآخر يُكتسب عن طريق الرضوض أو أثناء الحمل. توصف أيضًا التشوهات الوعائية الموروثة وغالبًا ما تظهر مع عدد من الآفات التي تزداد مع تقدم العمر. يمكن أن تكون التشوهات الوعائية جزءًا من متلازمة.
يقدر معدل انتشار التشوهات الوعائية بنسبة 4.5%. يمكن أن تحدث التشوهات الوعائية في جميع أنحاء الجسم، ولكن في 60% من المرضى تكون موضعية في منطقة الرأس والرقبة. يمكن أن تظهر التشوهات الوعائية بطرق مختلفة، فعند وقوعها بعمق تحت الجلد، فإنها تظهر باللون الأزرق، وغالبًا ما تصنف على أنها كهفية. تظهر التشوهات الوعائية السطحية على شكل بقع حمراء اللون وتترافق مع تشوهات الأوعية الدموية التي تؤثر على الأدمة. تاريخيًا، صنفت التشوهات الوعائية بعبارات وصفية، وفقًا للطعام الذي تشبهه (نبيذ بورت، وفراولة، وكرز، وشريحة سمك السلمون). تسببت هذه المصطلحات غير الدقيقة في حدوث ارتباك في التشخيص، ومنع الاتصال، بل وتسببت في علاج غير صحيح، لأنها لا تفرق بين التشوهات الوعائية المختلفة. ومع ذلك، في عام 1982، قدم موليكين تصنيفًا استبدل هذه المصطلحات الوصفية وأعطى التوجيه لإدارة التشوهات الوعائية المختلفة. يقسم هذا التصنيف، بناءً على السمات السريرية والتاريخ الطبيعي والخصائص الخلوية، التشوهات الوعائية إلى مجموعتين: أورام الأوعية الدموية والتشوهات الوعائية. على الرغم من أن أورام الأوعية الدموية وتشوهات الأوعية الدموية يمكن أن تتشابه مع بعضها البعض، إلا أن هناك اختلافات مهمة بينهما.

## أورام الأوعية الدموية
تشمل أورام الأوعية الدموية الأورام الوعائية، وهي أكثر الأورام شيوعًا عند الرضع، وتحدث بنسبة 1-2%، وتزيد في 10% من الأطفال المبتسرين ذوي الوزن المنخفض جدًا عند الولادة. تتميز أورام الأوعية الدموية بفرط نمو الأوعية الطبيعية، ما يؤدي إلى زيادة تكاثر البطانة. عادة ما تكون موجودة عند الولادة، ولكن يمكن أن تظهر في غضون أسبوعين بعد الولادة أو أثناء الرضاعة. الأنواع الأربعة الأكثر شيوعًا هي: ورم وعائي طفولي، وورم وعائي خلقي، وورم ظهارة وعائية وعائية، ورم حبيبي قيحي.

### الورم الوعائي الطفلي
الورم الوعائي الطفلي هو الورم الوعائي الأكثر شيوعًا. وهو ورم حميد يحدث في 4-5% من الأطفال القوقاز، ولكن نادرًا ما يصيب الأطفال ذوي البشرة الداكنة. يحدث في 20% من الأطفال الخدج منخفضي الوزن و2.2 إلى 4.5 مرات أكثر في الإناث. يظهر الورم الوعائي الطفلي بشكل شائع في منطقة الرأس والرقبة (60%)، ولكنه يشمل أيضًا الجذع والأطراف. ثلث هذه الآفات موجود عند الولادة على شكل بقعة توسع الشعريات أو منطقة كدمات. خلال الأسابيع الأربعة الأولى من الحياة، يظهر 70% إلى 90%. قد لا تظهر الآفات الموجودة تحت الجلد حتى عمر 3 إلى 4 أشهر، عندما يكون الورم كبيرًا بدرجة كافية. خلال الأشهر التسعة الأولى، يخضع الورم الوعائي الطفلي لنمو سريع، وهو أسرع من نمو الطفل. وهذا ما يسمى بمرحلة التكاثر. بعد 9 أشهر، ينخفض نمو الورم ويساوي نمو الطفل لمدة 3 أشهر تقريبًا. بعد 12 شهرًا، يبدأ الورم في الالتواء وقد يختفي. يحدث الالتفاف عند ثلث المريض بعمر 3 سنوات، و50% بعمر 5 سنوات و72% بعمر 7 سنوات. قد يؤدي الالتفاف إلى توسع الشعيرات المتبقي، والشحوب، والضمور، والتغيرات النسيجية وأحيانًا بقايا الأنسجة الليفية. نظرًا لأن 90% من الورم الوعائي الطفلي صغيرة ومتحولة وبدون أعراض، فإن العلاج يتكون أساسًا من الملاحظة والانتظار حتى اكتمال التحول. يمكن علاج الورم الوعائي الطفلي بالكورتيكوستيرويدات، التي تسرع الالتفاف: في 95% من المرضى، يستقر النمو وينخفض حجم الأورام بنسبة 75%. الكورتيكوستيرويدات داخل الآفة هي الأكثر فعالية، ولكنها قد تتطلب حقنًا إضافية، لأن التأثير يكون مؤقتًا فقط. قد تسبب الكورتيكوستيرويدات الجهازية عددًا من الآثار الجانبية وتستخدم فقط في الورم الوعائي الطفلي الإشكالي، وهو كبير جدًا بحيث لا يمكن علاجه بالحقن داخل الآفة. خلال مرحلة التكاثر، يكون الورم وعائيًا للغاية. المرضى الذين يخضعون للعلاج الجراحي خلال هذه الفترة معرضون لخطر فقدان الدم. علاوة على ذلك، غالبًا ما تؤدي الجراحة خلال هذه المرحلة إلى نتيجة جمالية رديئة. ومع ذلك، قد يحتاج المرضى إلى التدخل أثناء الطفولة، لأن 50% من الورم الوعائي الطفلي تترك الأنسجة الليفية المتبقية، والجلد الزائد، أو الهياكل التالفة بعد الانقلاب. الانتظار حتى اكتمال الالتئام، يضمن إزالة أقل كمية من المخلفات الدهنية الليفية والجلد الزائد، ما يعطي أصغر ندبة ممكنة. خيار آخر للعلاج هو ليزر الصبغ النبضي بعد الالتفاف يمكن علاج توسع الشعيرات المتبقي بالعلاج بالليزر.

### الورم الوعائي الخلقي
يمكن تمييز الورم الوعائي الخلقي عن الورم الوعائي الطفلي لأنه يكتمل نموه عند الولادة. يتشكل خلال فترة ما قبل الولادة وقد بلغ حجمه الأقصى عند الولادة. يمكن حتى تشخيص الورم الوعائي الخلقي في الرحم عن طريق الموجات فوق الصوتية قبل الولادة. على عكس الورم الوعائي الطفلي، يكون الورم الوعائي الخلقي أكثر شيوعًا في الأطراف، وله توزيع متساوٍ بين الجنسين، وهو انفرادي، ويبلغ متوسط قطره 5 سم. تظهر بشكل شائع في الرأس والرقبة وفي الأطراف السفلية. ينقسم الورم الوعائي الخلقي إلى مجموعتين فرعيتين: الأورام الوعائية الخلقية سريعة الالتفاف (RICHs) والأورام الوعائية الخلقية غير الملتوية (NICHs).